# Sphenarches zanclistes
Sphenarches zanclistes là một loài bướm đêm thuộc họ Pterophoridae. Nó được tìm thấy ở Úc.
Ấu trùng được ghi nhận ăn các loài Dolichos lablab, Vigna unguiculata và Vigna sava.